# Fabian Coulthard
Fabian Coulthard (ur. 28 lipca 1982 w Burnley) – nowozelandzki kierowca wyścigowy startujący w wyścigach Supercars. Jest kuzynem byłego kierowcy Formuły 1, Davida Coultharda.

## Życiorys

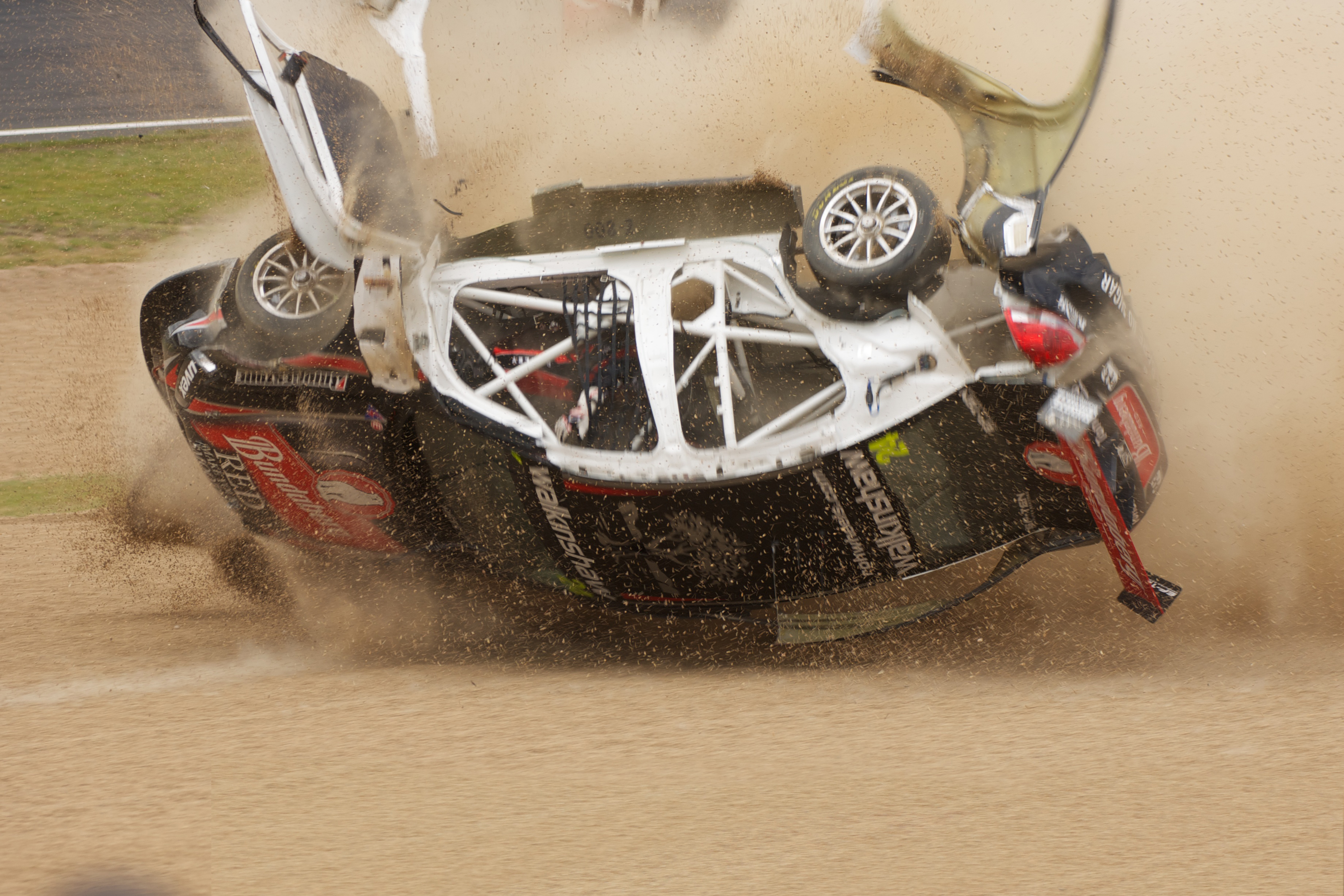
Wypadek Coultharda podczas wyścigu Bathurst 1000 (2010)

Karierę rozpoczął od kartingu, a następnie startował w nowozelandzkiej Formule Ford zdobywając w 2001 tytuł mistrzowski. Następnie wystartował w brytyjskiej Formule Renault. Po dwóch latach startów skończył mu się budżet na starty i przeniósł się do Australii, gdzie wystartował w jednomarkowym pucharze Porsche Carrera Cup.
Starty w pucharze Porsche były dla niego bardzo udane. W pierwszym roku startów zajął w nim trzecie miejsce, a w kolejnym zdobył tytuł mistrzowski wygrywając 18 z 27 wyścigów. Jednocześnie udało mu się wystartować w kilku wyścigach serii V8 Supercars. W sezonach 2006 i 2007 wystartował w niepełnym cyklu V8 Supercars, a od 2008 jest już regularnym kierowcą w tej serii.
W latach 2008–2009 startował w zespole Paul Cruickshank Racing, a w 2010-2011 w zespole Walkinshaw Racing. W 2012 został kierowcą w Brad Jones Racing, a w 2013 udało mu się zdobyć swoje pierwsze pole position oraz odnieść pierwsze zwycięstwa w tej serii. Regularnie kończył kolejne sezony w pierwszej dziesiątce i na rok 2016 podpisał kontrakt z zespołem DJR Team Penske.

## Wyniki

### Podsumowanie
| Sezon     | Seria                                       | Zespół                    | Starty | PP | Zwyc. | Punkty | Pozycja |
| --------- | ------------------------------------------- | ------------------------- | ------ | -- | ----- | ------ | ------- |
| 2000/2001 | New Zealand Formula Ford Championship       |                           |        |    |       | 375    | 4.      |
| 2001/2002 | New Zealand Formula Ford Championship       |                           | 15     |    | 11    | 471    | 1.      |
| 2002      | British Formula Renault Championship        | Manor Motorsport          | 3      | 0  | 0     | 7      | 36.     |
| 2003      | British Formula Renault Championship        | Manor Motorsport          | 11     | 0  | 0     | 98     | 15.     |
| 2004      | Australian Porsche Carrera Cup Championship | Greg Murphy Racing        | 26     | 1  | 2     | 1071   | 3.      |
| 2004      | V8 Supercar Championship Series             | Tasman Motorsport         | 4?     | 0  | 0     | 330    | 34.     |
| 2005      | Australian Porsche Carrera Cup Championship | Greg Murphy Racing        | 27     | 3  | 18    | 1275   | 1.      |
| 2005      | V8 Supercar Championship Series             | Tasman Motorsport         | 2      | 0  | 0     | 0      | 65.     |
| 2005/2006 | New Zealand Porsche GT3 Cup Challenge       | International Motorsports | 17     | 4  | 11    | 1139   | 2.      |
| 2006      | V8 Supercar Championship Series             | Paul Morris Motorsport    | 9      | 0  | 0     | 478    | 32.     |
| 2006      | V8 Supercar Championship Series             | Team Kiwi Racing          | 2      | 0  | 0     | 478    | 32.     |
| 2006/2007 | New Zealand Porsche GT3 Cup Challenge       |                           | 15     | 2  | 5     | 777    | 5.      |
| 2007      | V8 Supercar Championship Series             | Paul Morris Motorsport    | 22     | 0  | 0     | 8      | 47.     |
| 2008      | V8 Supercar Championship Series             | Paul Cruickshank Racing   | 38     | 0  | 0     | 1823   | 13.     |
| 2009      | V8 Supercar Championship Series             | Paul Cruickshank Racing   | 28     | 0  | 0     | 1665   | 16.     |
| 2010      | V8 Supercar Championship Series             | Walkinshaw Racing         | 27     | 0  | 0     | 1229   | 23.     |
| 2011      | International V8 Supercars Championship     | Walkinshaw Racing         | 29     | 0  | 0     | 1839   | 12.     |
| 2012      | International V8 Supercars Championship     | Brad Jones Racing         | 31     | 0  | 0     | 2035   | 11.     |
| 2013      | International V8 Supercars Championship     | Brad Jones Racing         | 36     | 3  | 3     | 2501   | 6.      |
| 2014      | International V8 Supercars Championship     | Brad Jones Racing         | 38     | 3  | 1     | 2443   | 8.      |
| 2015      | International V8 Supercars Championship     | Brad Jones Racing         | 36     | 0  | 1     | 2542   | 7.      |
| 2016      | International V8 Supercars Championship     | DJR Team Penske           | 29     | 1  | 0     | 2078   | 12.     |
| 2017      | Supercars Championship                      | DJR Team Penske           | 26     | 1  | 4     | 2812   | 3.      |
| 2018      | Supercars Championship                      | DJR Team Penske           | 31     | 0  | 1     | 2477   | 9.      |
| 2019      | Supercars Championship                      | DJR Team Penske           | 31     | 1  | 2     | 3058   | 4.      |